# Movimiento por la Templanza

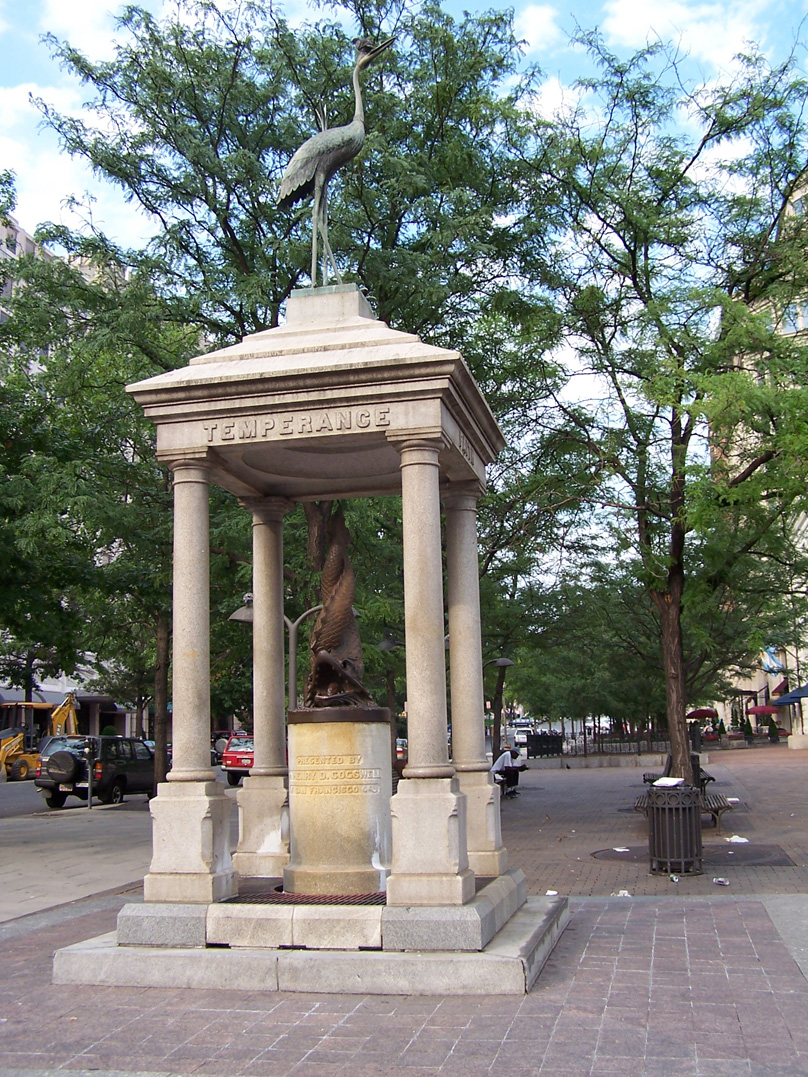
«Fuentes de la templanza» se instalaron en todo los EE. UU. donde beber agua potable, ésta es una de las que hay instaladas en la ciudad de Washington D.C. (2006)

El movimiento por la templanza o temperancia es un movimiento social contra el consumo de bebidas alcohólicas. Puede criticar el consumo excesivo, promover la abstinencia total o cabildear a favor de leyes contra el alcohol. El movimiento tuvo difusión especialmente en países de cultura anglosajona, tales como Inglaterra, Estados Unidos, Australia, Canadá, Irlanda y Nueva Zelanda.

## En Estados Unidos

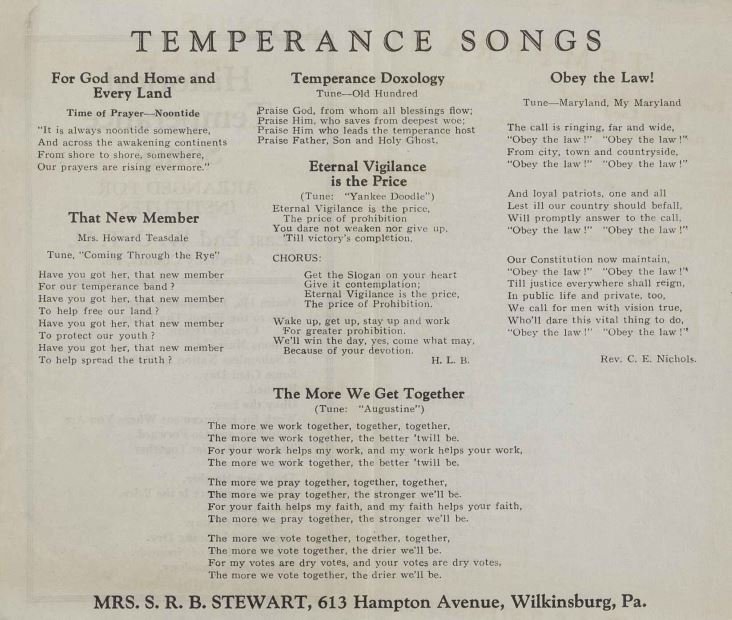
Un cancionero de canciones de templanza en los Estados Unidos

Hacia fines del siglo XVIII y comienzos del XIX se formaron en Connecticut, Virginia y el estado de Nueva York ligas o asociaciones por la templanza. Estaban inspiradas por la idea de que el alcohol produce daño físico y psicológico. En la década de 1820 se comenzaron agrupaciones similares en ocho estados más.
La Sociedad Estadounidense por la Templanza (American Temperance Society) se formó en 1826 y se benefició por el renovado interés que el país sentía por la moralidad y la religión. En doce años llegó a tener ocho mil agrupaciones locales y más de un millón y medio de miembros. Hacia 1839, ya había en Estados Unidos dieciocho publicaciones periódicas abogando por la templanza.
Debido a la correlación entre el alcoholismo y la violencia doméstica, el movimiento por la templanza se vinculaba a menudo con otros movimientos por los derechos de la mujer. En el extremo más fanático del movimiento se ubica Carrie Nation, la mujer que, hacha en mano, invadía tabernas y destruía las botellas que allí encontraba.
El metodismo, y más tarde el mormonismo con el adventismo son ejemplos de religiones que favorecieron el movimiento por la templanza.
El movimiento alcanzó su auge con la ratificación de la enmienda XVIII a la Constitución, más comúnmente conocida como ley seca. Irónicamente, la prohibición terminó por convencer al público de que prohibir el alcohol por completo producía más males sociales de los que curaba.